# Bertran II de Forcalquier
Bertran II d'Urgell i Forcalquier (1145 — 1207) va ser comte de Forcalquier des de la mort del seu pare, sobrevinguda entre 1144 i 1151 a la seva pròpia mort. Era fill de Bertran I d'Urgell i Forcalquier, comte de Forcalquier, i de Josserande de Flota.
Va succeir segurament al seu pare conjuntament amb el seu germà Guillem IV d'Urgell i Forcalquier i possiblement del seu oncle Guigó de Forcalquier si és que no havia mort abans. Els dos germans són citats en una donació que van fer el 1168 a l'Orde de Sant Joan de Jerusalem. Durant el seu regnat, van haver de lluitar contra el rei Alfons el Cast, comte de Provença, que intentava estendre's cap al nord. El 1193, es van veure obligats a sotmetre's i a signar el tractat d'Ais de Provença (1193) pel qual Garsende de Sabran, neta de Guillem, heretava el comtat i es casava amb el fill d'Alfons.
Aprofitant la mort d'Alfons II i de la joventut del seu successor, va reprendre les hostilitats, va destrossar el país d'Ais i es va aliar amb el delfí del Vienès, fent-lo casar-se amb la seva neta. Però els dos germans van ser de nou derrotats pels catalans i es van haver de sotmetre. Bertran va morir el 1207 i Guillem el 1209.
Es va casar amb Cecília de Besiers, probablement de la família dels Trencavell, i va tenir:
- Beatriu d'Urgell i Forcalquier, casada amb Pons Justas
- Cecília d'Urgell i Forcalquier, casada amb Roger III (mort 1257), vescomte de Couserans i comte de Pallars.

## Font
- Foundation for Medieval Genealogy: comtes de Forcalquier